# أحمد صبيح
أحمد صبيح الشمري (مواليد 6 أكتوبر 1980-)، لاعب كرة قدم كويتي سابق لعب مع نادي الكويت ومع منتخب الكويت لكرة القدم في كأس الخليج 2004.
لعب 11 مباراة مع المنتخب الكويتي بين عامي 2004 - 2007 ولم يسجل فيها.

## روابط خارجية
- أحمد صبيح على موقع ناشيونال فوتبول تيمز (الإنجليزية)